# Louise
«Louise» (рус. «Луиза») — сингл британской синтипоп-группы The Human League с альбома Hysteria, изданный  в 1984 году лейблом Virgin Records в Великобритании и A&M Records — в США. Он занял позицию № 13 в UK Singles Chart и провел там 10 недель. В Ирландии достиг 7-го места в чарте

## О песне
Сингл был записан на Air Studios, но после того как его продюсированием занялись Крис Томас и Хью Пэдхам, завершать композицию потребовалось на Town House Studios. Композицию написали Филип Оки, Джо Коллис и Филип Эдриан Райт.
По стилю, структуре и лирике «Louise» схож с «Don’t You Want Me», но он сильно отличается от последнего тем, что звучит мягче и медленнее.
Лирика песни повествует о неудачной любви, которую испытал один мужчина, не хотевший принять всё так как есть.
«Louise» не смог достичь коммерческого успеха и продавался не лучше, чем предыдущий сингл, «Life on Your Own».
Сингл выходил на грампластинке, а также была издана его промоверсия. Композиция «The Sign», размещённая на стороне Б представлена только в качестве ремиксованной версии, которая не присутствовала в альбоме Hysteria. На песню был снят видеоклип, режиссёром которого являлся Стив Бэррон.

## Список композиций
Британская версия
| №  | Название                     | Длительность |
| -- | ---------------------------- | ------------ |
| 1. | «Louise»                     | 4:54         |
| 2. | «The Sign (Extended Re-mix)» | 5:12         |

Американская версия
| №  | Название                  | Длительность |
| -- | ------------------------- | ------------ |
| 1. | «Louise (Album Version)»  | 4:54         |
| 2. | «Louise (Edited Version)» | 4:05         |

## Участники записи
The Human League:
- Филип Оки[англ.] — композитор, вокал
- Филип Эдриан Райт[англ.] — композитор, синтезатор
- Джо Коллис[англ.] — композитор, синтезатор
- Иэн Бёрден[англ.] — бас-гитара
- Джоан Катеролл[англ.] — бэк-вокал, вокал
- Сьюзан Энн Салли[англ.] — бэк-вокал, вокал

Технический персонал:
- Крис Томас — продюсер
- Хью Пэдхам — продюсер, микширование
- Саймон Фоулер — обложка сингла